# Roger Blidmo
Roger Blidmo, född 23 april 1951 i Solna församling, död 26 april 2007 i Ed i Upplands Väsby. Svensk arkeolog och dataentreprenör. Disputerad 1982 vid Stockholms universitet på en avhandling om järnåldersbosättning på Helgö. Grundare av Norn Integrated Computer Systems AB som bland annat omfattar den uppdragsarkeologiska verksamheten Arkeologikonsult. Firman var den första större privata aktören inom denna bransch i Sverige.
Roger Blidmo studerade utöver arkeologin även måleri och uppbar forskartjänst inom Helgöprojektet till disputationen. Därefter arbetade han under några år som intendent och säkerhetsansvarig vid Historiska museet innan han startade eget 1988. Blidmo fortsatte att på sin fritid måla och forska om det unika gjutformsmaterialet från Helgö.
Vid sidan om den ordinarie arkeologiverksamheten utvecklade Blidmo ett dataverktyg för polisverksamhet. Detta ledde till den numera nedlagda tjänsten polisanmälan.nu, vilken erbjöd möjligheten att enkelt göra en polisanmälan via internet.